# ピアニストを撃つな!
『ピアニストを撃つな!』 (Don't Shoot Me I'm Only the Piano Player) は、1973年に発表されたエルトン・ジョンのアルバム。

## 解説
タイトルとジャケットデザインは、フランソワ・トリュフォー監督の1960年の映画『ピアニストを撃て』からインスパイアされたものである。
オールディーズ風のロックンロール曲「クロコダイル・ロック」、オーケストラがドラマチックな「罪人にあわれみを」などが収録されている。「ダニエル」は兄弟愛を歌った曲だが、実際は3番まである歌詞の2番までしか歌われていないため、後にエルトンがバイセクシャルと判明した後はゲイリブの歌詞かと噂されたが、実際の3番はベトナム戦争からの兄弟の帰還という内容である。

## 収録曲
全曲、作曲：エルトン・ジョン、作詞：バーニー・トーピン
サイド 1
1. ダニエル - "Daniel"
2. 僕には先生が必要 - "Teacher I Need You"
3. にわとこのワイン - "Elderberry Wine"
4. ベイビーと僕のためのブルース - "Blues for My Baby and Me"
5. ミッドナイト・クリーパー - "Midnight Creeper"

サイド 2
1. 罪人にあわれみを - "Have Mercy on the Criminal"
2. ティーン・エイジャーのアイドル - "I'm Going to Be a Teenage Idol"
3. テキサスのラヴ・ソング - "Texan Love Song"
4. クロコダイル・ロック - "Crocodile Rock"
5. ハイ・フライング・バード - "High-Flying Bird"

### ボーナストラック (1995年 マーキュリー再発 / 1996年 ロケット再発)
1. ヤングマンズ・ブルース（スクリュー・ユー） - "Young Man's Blues (Screw You)"
2. いたずらジャック - "Jack Rabbit"
3. 帰っておいで僕のところへ（またうまくやっていける） - "Whenever You're Ready (We'll Go Steady Again)"
4. スカイライン・ピジョン（ピアノバージョン） - "Skyline Pigeon (piano version)"

## アルバム参加ミュージシャン
- エルトン・ジョン - ボーカル、ピアノ、エレクトリックピアノ（1）、メロトロン（1,2）、ハルモニウム（8）、ファーフィサ・オルガン（9）
- デイヴィー・ジョンストン - アコースティックギター（1,2,4,7,8,10）、エレクトリックギター（3-7,9）、レスリー・ギター（10）、バンジョー（1）、シタール（4）、マンドリン（8）、バック・ボーカル（2,7,10）
- ナイジェル・オルソン - ドラム、マラカス（1）、バック・ボーカル（2,7,10）
- ディー・マレイ - ベース、バック・ボーカル（2,7,10）
- ケン・スコット - アープ・シンセサイザー（1）
- ガス・ダッジョン - ブラス・アレンジ（3,5,7）
- ブラス
  - ジャック・ボロニェージ - トロンボーン（3,5,7）
  - イヴァン・ジュリアン - トランペット（3,5,7）
  - ジャン＝ルイ・ショータン - サクソフォーン（3,5,7）
  - アラン・アト - サクソフォーン（3,5,7）

## 製作
- ガス・ダッジョン - プロデューサー
- スティーヴ・ブラウン - 共同プロデューサー
- ポール・バックマスター - アレンジャー
- ケン・スコット - エンジニア
- マイケル・ロス&デヴィッド・ラーカム - アート・ディレクション & スリーヴ・デザイン
- エド・キャラフ (Ed Caraeff) - カバー写真